# W.Ch. Kuijper
Willem Chiel Kuyper jr. (18 oktober 1879 - 26 juni 1961) was een Nederlands architect uit Scheveningen. Willem Chiel en zijn zoon Martin Kuyper (geboren in 1916) waren gevestigd te Scheveningen. Kuyper heeft voornamelijk lokaal werk uitgevoerd voor opdrachtgevers uit protestant christelijke kringen en verkreeg voornamelijk bekendheid door zijn ontwerp voor de Nieuwe Badkapel in Scheveningen dat door veel protestantse toeristen wordt bezocht.

## Werken

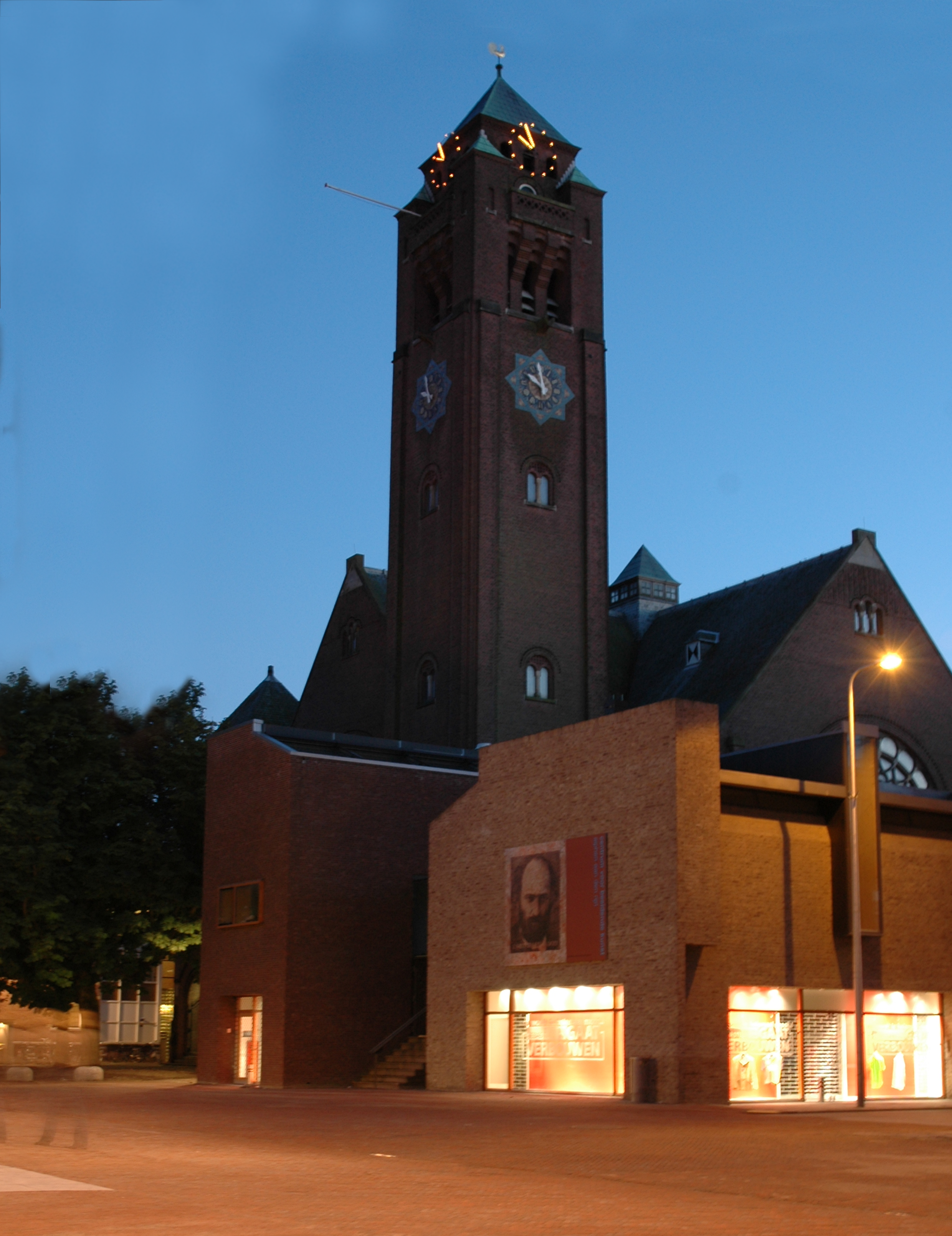
Adventskerk (Alphen aan den Rijn)
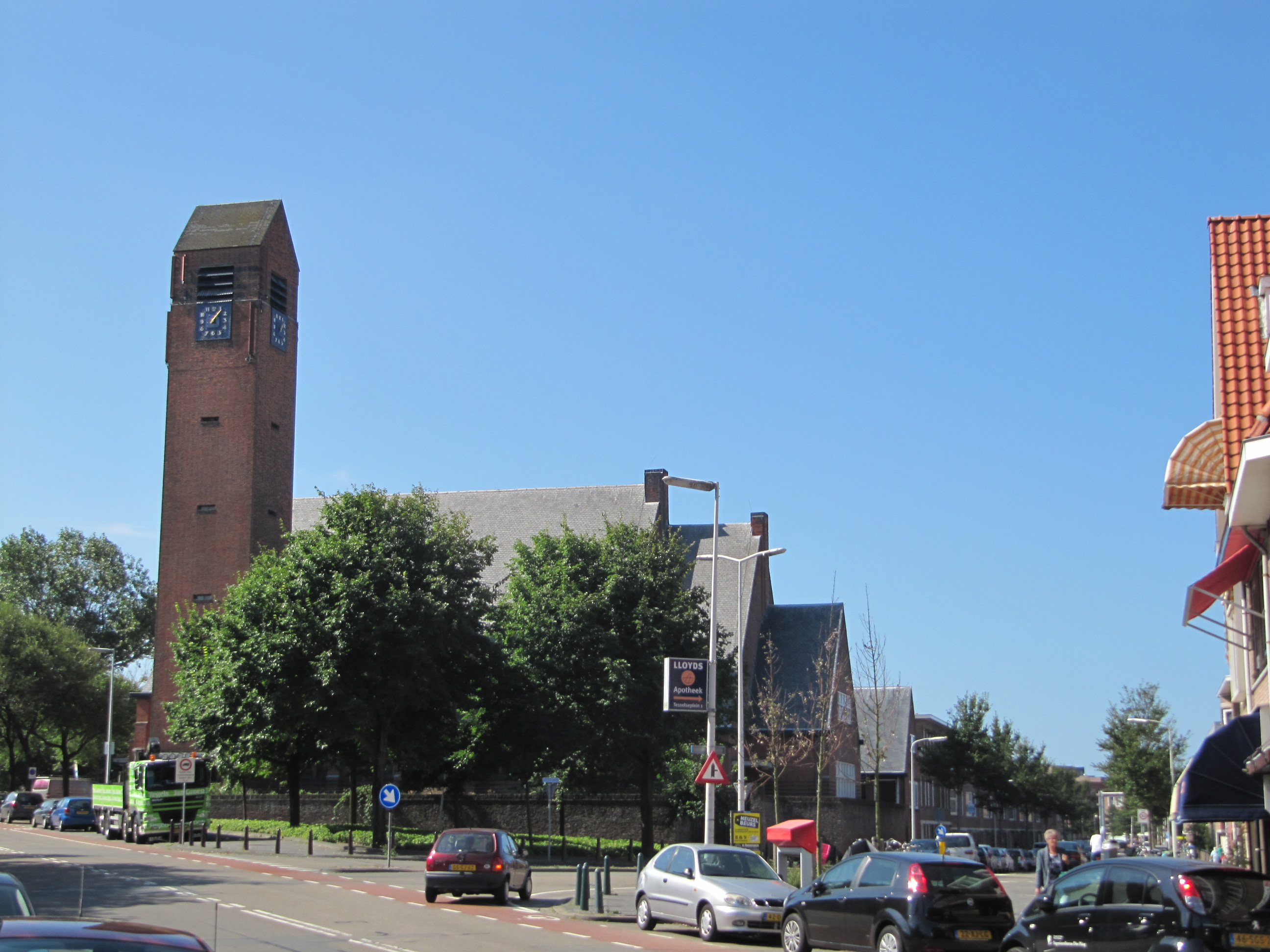
Julianakerk (Den Haag)
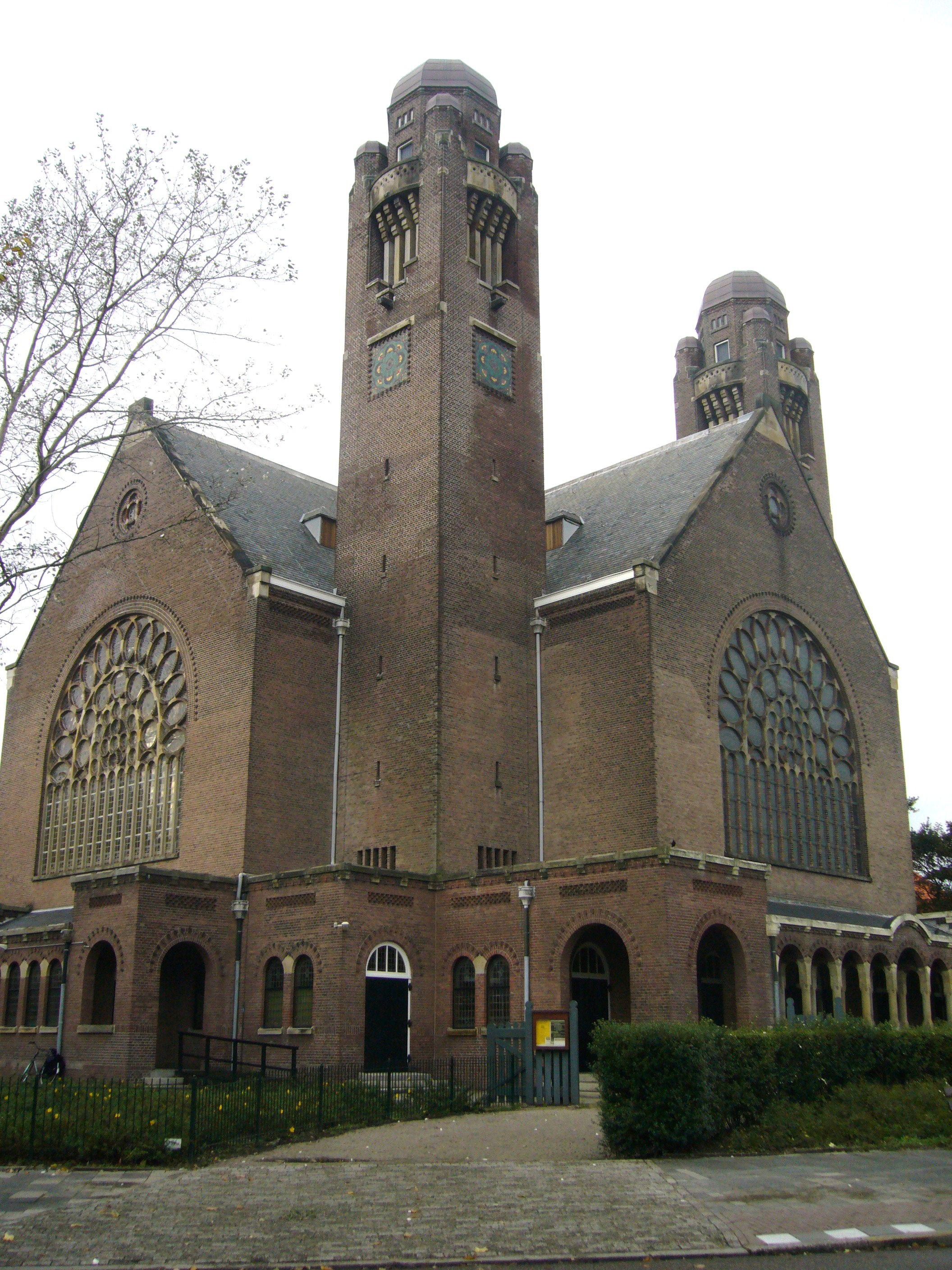
Nieuwe Badkapel (Den Haag)